# Taurus PT1911
Le Taurus PT1911 est un pistolet produit par Forjas Taurus SA a Porto Alegre au Brésil. Il est considéré comme un clone moderne du Colt M1911.

## Description
L'arme originale est disponible depuis 2005 originellement chambrée en .45 ACP, une munition de fort calibre (11,43 mm), et fonctionne en simple action. Le canon mesure 12,7 cm. Le choix du chargeur à pile unique limite sa capacité à 8 coups.

## Encombrement
- Longueur :  	 216 mm
- Largeur : 	38 mm
- Hauteur : 	138 mm
- Masse à vide : 1,077 kg

## Variantes
Depuis 2007, le PT1911 est aussi disponible en 9 mm Parabellum (chargeur de 8 ou 10 coups). De même, le client peut opter une arme réalisée entièrement en acier (versions SS) acier inox (versions SS) ou munie d'une carcasse en alliage léger (versions AL pesant 950 g). Ces modèles peuvent recevoir un rail Picatinny (versions ALR). La combinaison de ces options a donné naissance aux variantes : 
- en .45 Auto : PT1911B, B1, B3, SS, SS1, AL, ALR, DT.
- et en 9x19 mm : PT1911-9B, B1, B3, SS, SS1, AL, ALR, DT.

En 2020 se sont ajoutées des versions 1911 Commander (20 cm/g) et 1911 Officer équivalent des Colt Commander/Combat Commander/Lightweight Commander et Officer's ACP.